# Gislinge Sogn
Gislinge Sogn 
ist eine Kirchspielsgemeinde (dän.: Sogn)
auf der Insel Sjælland im südlichen Dänemark.
Bis 1970 gehörte sie zur Harde Tuse Herred im damaligen Holbæk Amt, danach zur Svinninge Kommune im Vestsjællands Amt, die im Zuge der  Kommunalreform zum 1. Januar 2007 in der Holbæk Kommune in der Region Sjælland aufgegangen ist.
Im Kirchspiel leben 1789 Einwohner, davon 1586 im Kirchdorf (Stand: 1. Januar 2023).
Im Kirchspiel liegt die Kirche „Gislinge Kirke“.
Nachbargemeinden sind im Nordosten Hagested Sogn, im Osten Tuse Sogn und im Süden und Westen Kundby Sogn.